# Піві-малюк чагарниковий
Піві-малюк чагарниковий (Empidonax oberholseri) — вид горобцеподібних птахів родини тиранових (Tyrannidae). Мешкає на заході Північної Америки. Вид названий на честь американського орнітолога Гаррі Оберхользера.

## Опис

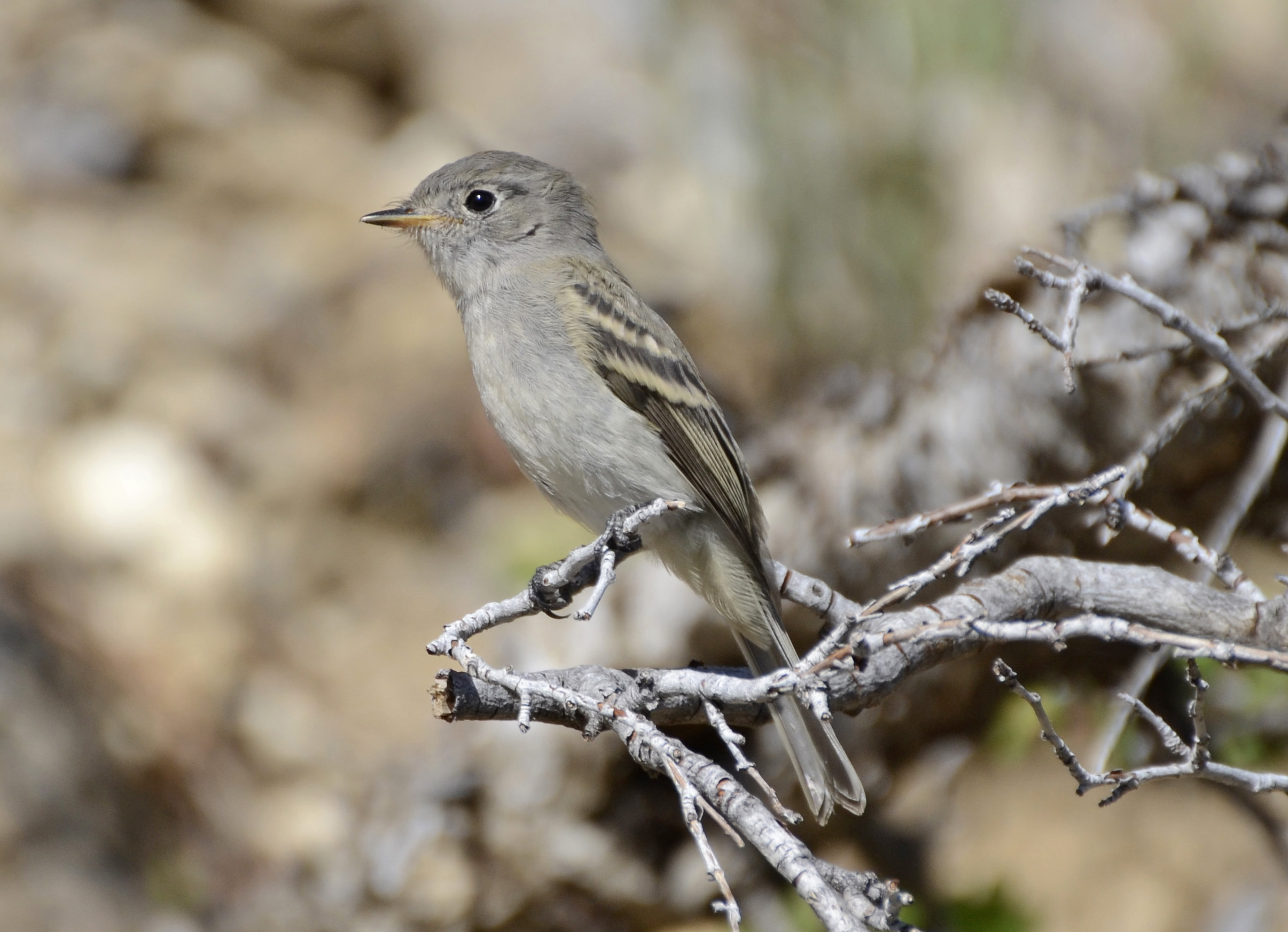
Чагарниковий піві-малюк

Довжина птаха становить 13-15,2 см.Верхня частина тіла оливково-сіра, крила і хвіст більш темні, чорнуваті, нижня частина тіла світліша, груди оливково-сірі. На крилах білі смуги, навколо очей білі кільця. Дзьоб короткий, темний.

## Поширення і екологія
Чагарникові піві-малюки гніздяться в горах на заході Канади і Сполучених Штатів Америки. Взимку вони мігрують на південь, до південно-східної Аризони, південно-західного Нью-Мексико, до Мексики і західної Гватемали. Чагарникові піві-малюки живуть на гірських схилах, порослих чагарниками, на узліссях гірських лісів та на галявинах (зокрема в лісах жовтої сосни), на висоті від 6500 до 3000 м над рівнем моря. Живляться комахами та іншими дрібними безхребетними, на яких вони чатують серед рослинності або яких шукають серед листя. Сезон розмноження триває з кінця травня по серпень. Гніздо має чашоподібну форму, розміщується низько в чагарниках.

## Збереження
МСОП класифікує цей вид як такий, що не потребує особливих заходів зі збереження. За оцінками дослідників, популяція чагарникових піві-малюків становить приблизно 8,8 мільйонів птахів і є стабільною.